# Quasar (cómic)
Quasar o (Cuásar) es el nombre de varios superhéroes ficticios en el universo Marvel Comics. Todos ellos se caracterizan por haber usado las Quantum Bands (bandas cuánticas), una tecnología alienígena antigua avanzada que otorga a quien las lleva un poder increíble.

## Biografía del personaje ficticio

### Wendell Vaughn
Wendell Vaughn ha sido la identidad de Quasar de más larga duración y fue el primero en usar el nombre. El personaje apareció por primera vez como Marvel Boy en Captain America #217 (enero de 1978). Continuó haciendo apariciones como invitado en Captain América, The Incredible Hulk, Marvel Two-in-One y The Avengers. El guionista Mark Gruenwald lo modernizó como Quasar y apareció por primera vez con este nuevo nombre en The Incredible Hulk vol. 2 #234 (abril de 1979). 
Como el primer Quasar, Wendell Vaughn, es uno de los llamados héroes «cósmicos» de Marvel en tanto la mayoría de sus aventuras le llevan con frecuencia al espacio exterior o a otras dimensiones, en compañía de poderosas entidades cósmicas (Eón, Epoch), y no como un simple superhéroe terrestre. Con todo, Quasar se desvía del arquetipo de alienígena noble e intrépido establecido por héroes cósmicos de la Edad de Plata como Silver Surfer, Adam Warlock o el Capitán Marvel (Mar-Vell), ya que es un hombre cualquiera.
En 1989 recibió su propia serie homónima, escrita por Mark Gruenwald e ilustrada por Paul Ryan y Danny Bulanadi, que duró 60 números hasta 1994. El título hacía un cross-over con las series Infinity Gauntlet, Operation: Tormenta Galáctica y The Infinity War. Posteriormente, la marca Star Brand, publicación insignia del sello editorial New Universe de Marvel Comics fue introducida en el Universo Marvel. Su presencia se precipitó en la trama «Starblast», que pretendía despertar el interés por la serie en solitario de Quasar o por una posible serie cósmica en equipo protagonizada por Quasar, pero no lo consiguió. Quasar fue cancelado en el número 60. Ha sido miembro de Los Vengadores. En 2012, Quasar ocupó el puesto 36 en la lista de «Los 50 mejores Vengadores» de IGN. Apareció esporádicamente durante los siguientes años. El personaje apareció en la miniserie Star Masters de 1996 (así como en Cosmic Powers Unlimited & Silver Surfer vol 3 #123) como parte de un equipo de héroes cósmicos con Silver Surfer y Beta Ray Bill. También apareció en la miniseries Avengers: Infinity, Maximum Security (2000), y Fantastic Four #521-524 (2006).
Wendell Vaughn nació en Fond du Lac, Wisconsin, y se graduó de la Academia S.H.I.E.L.D. Aunque sus superiores lo consideran muy capaz, lo consideran inadecuado para el trabajo de campo, ya que consideran que Vaughn carece del «instinto asesino» necesario, es decir, la voluntad de ganar a toda costa.
Su primera misión es brindar seguridad a un centro de investigación en el que un equipo de científicos estaba realizando experimentos con las Bandas Cuánticas que habían sido tomadas del difunto Crusader. Un piloto de pruebas seleccionado para llevar las Bandas demuestra un éxito espectacular al manejarlas, pero perece cuando la producción de energía alcanza una masa crítica que escapa a su control. Vaughn se pone las bandas cuando los científicos criminales de A.I.M. lanzan un asalto a gran escala contra las instalaciones. Utilizando el poder de las Bandas para generar constructos de energía sólida, rechaza el ataque. Cuando la acumulación de energía empieza a abrumarle, decide relajarse y «seguir la corriente». Para su sorpresa, la acumulación de energía se disipa abruptamente. Vaughn se da cuenta de que la clave para manejar las Bandas es tener una voluntad flexible, más que una indomable e inflexible. En últimas, su falta de instinto asesino le convierte en el portador más adecuado de las bandas.
Wendell Vaughn se convierte en un superhéroe, utilizando el nombre en clave de Marvel Boy en su primera aparición junto a los Superagentes sobrehumanos de S.H.I.E.L.D.. Posteriormente se convierte en Marvel Man, y finalmente se decide por Quasar.

### Phyla Vell
Phyla-Vell se convirtió en Quasar por un tiempo tras quitarles las Quantum Bands a Annihilus.

### Richard Rider
Para evitar su muerte mientras está privado de la Nova Force, Rider toma temporalmente las Quantum Bands de Vaughn, convirtiéndose así en Quasar.

### Avril Kincaid
Avril Kincaid es una agente de S.H.I.E.L.D. que debutó durante la historia de Avengers: Standoff. Mientras trabaja en Pleasant Hill, una comunidad encerrada que alberga a supervillanos a los que Kobik les ha lavado el cerebro, Avril dirige una guardería como su cubierta. Cuando el Barón Helmut Zemo y Fixer recuperan la memoria y dan inicio a un motín, Kincaid es atacada por los Hermanos Sangre, pero es salvada por el Capitán América y el Soldado de Invierno. Una vez que el Capitán América apaga el sistema de seguridad en el Museo de Pleasant Hill, Kincaid logra ingresar y se encuentra con el curador, un retirado Wendell Vaughn. Como parte de un plan de contingencia en caso de que S.H.I.E.L.D. alguna vez perdiera el control de Kobik, Vaughn le da las bandas cuánticas a Kincaid. Como consecuencia de los eventos que ocurrieron en Pleasant Hill, Kincaid se convierte en la nueva Quasar y Vaughn actúa como su mentor. Más tarde se revela que es gay.
Posteriormente se la ve tratando de evitar un ataque de los Chitauri, pero aparentemente muere en acción. Su aparente muerte lleva al gobierno de los Estados Unidos a darle al Capitán América el control del ejército y las fuerzas del orden, mientras que Steve Rogers asume también el control de Hydra. Se revela luego que Kincaid está en estado de coma. Al despertar, destruye el escudo planetario que el Steve Rogers de Hydra ha estado usando para mantener a algunos de los héroes más poderosos de la Tierra fuera del planeta. Con todo, este acto aparentemente le cuesta la vida a Avril, y la Capitana Marvel afirma que Avril murió tras destruir el escudo.
Tras la aparente muerte de Avril, Wendell Vaughn vuelve a asumir el manto de Quasar. Sin embargo, después de quedar atrapado en un agujero negro, Vaughn logra vislumbrar a Avril, que sigue con vida, pero se encuentra perdida en algún lugar del espacio.

## Poderes y habilidades
Los poderes de los Quasars se derivan del par de Quantum Bands (bandas de cuantos o bandas cuánticas) fusionadas a las muñecas de quien las porta (o más específicamente, de las siete gemas que están en cada una de las bandas). Las bandas se fijan de manera permanente a las muñecas; si bien quien las lleva puede hacer que la luz se tuerza alrededor de ellas para que parezcan invisibles, siguen siendo tangibles. Las bandas se enlazan con el sistema nervioso de quien las lleva y le otorgan tremendos poderes de manipulación de energía, funcionando al parecer de la misma manera para cada persona que las lleva. Compuestas de materiales desconocidos, las bandas fueron creadas originalmente por Eón para que las usara su designado Protector del Universo. En algún punto, los alienígenas Kree las abandonaron en un depósito de armas, en donde fueron descubiertas por Eternos uranios y traídos a la Tierra por un Crusader engañado, que creía ser el Marvel Boy de la década de 1950. 
El más notable de los poderes de las bandas es la capacidad de hacer uso de una fuente de energía ilimitada llamada «Zona cuántica». Los Quasars tienen la habilidad de proyectar energía cuántica en forma de rayos de fuerza o calor devastadores. Vaughn los emplea más frecuentemente para crear constructos increíblemente duraderos hechos de energía sólida, tales como esferas de contención o pinzas. Se protege a sí mismo con un campo de fuerza personal hecho de energía cuántica. 
Las Quantum Bands también pueden ejercer control sobre muchos otros tipos de energía que hacen parte del espectro electromagnético. Por ejemplo, una vez Vaughn logró que una estrella emitiera una enorme llamarada solar.  También pueden absorber y redirigir la energía cósmica usada por seres tan poderosos como Silver Surfer, Jack of Hearts, Adam Warlock, Thanos, Jean Grey o los Vigilantes, absorbiendo su poder y usándolo para aumentar la energía cuántica. Entre las formas de energía que las Bandas Cuánticas no pueden controlar se encuentran la magia y la Fuerza oscura. 
Si bien aparentemente las bandas no pueden afectar abiertamente la energía psiónica, Vaughn las ha programado para hacerse inmune al control mental psiónico. Incluso psíquicos tan poderosos como Dragón Lunar o el Overmind han sido incapaces de superar esta defensa. Esto no protege a quien las lleva de formas mágicas de compulsión.
Es posible crear aberturas dentro y fuera de la Zona Cuántica, permitiendo así el paso a través de su extensión infinita y sin rasgos distintivos. Vaughn usa principalmente esta habilidad para atravesar distancias interestelares de una manera similar al viaje hiperespacial, a lo que se refiere como «salto cuántico». Los saltos cuánticos tienen un efecto colateral destructivo en el medio ambiente local, alterando violentamente la gravedad y rasgando agujeros en la atmósfera (en la Tierra, dañaría la capa de ozono). Vaughn se abstiene inicialmente de usar esta habilidad, excepto cuando está en el espacio o en circunstancias extremas, pero eventualmente descubre que es posible evitar estos efectos al rodearse de una barrera de energía sólida antes de saltar. También puede empujar materia hacia la Zona Cuántica, siempre que el Quasar esté en contacto físico con ella. 
Las bandas cuánticas permiten a quien las lleva volar por medio de la manipulación de gravitones. Se desconoce su velocidad de vuelo máxima, pero Vaughn viajó una vez de la Tierra a Urano en aproximadamente cuatro años volando sin parar (esto ocurrió antes de que aprendiera a usar el salto cuántico). Tal hazaña requeriría una velocidad constante de aproximadamente 80,400 km/h. Este cálculo, sin embargo, no tiene en cuenta la velocidad que se puede lograr en un breve estallido de aceleración.
Las gemas en las Bandas Cuánticas poseen alguna capacidad de analizar y procesar información como si fueran computadoras extremadamente avanzadas. Esto posibilita navegar por la Zona Cuántica y por las profundidades del espacio. Las gemas pueden detectar, analizar y rastrear emisiones de energía a través de enormes distancias. Pueden asimismo «programar» energía cuántica de los Quasars para descubrir y reaccionar ante ciertas condiciones preestablecidas. Por ejemplo, alguna vez Vaughn rodeó la Tierra con una red invisible de energía diseñada para actuar como un sistema de alerta global contra posibles amenazas extraterrestres. Tal campo de energía podía detectar cualquier aumento de energía exótica que emanara de la superficie del planeta y cualquier objeto más grande que un micrometeorito que lo atravesara; en cualquiera de los dos casos, el campo reaccionaba transmitiendo una señal de alerta a las Bandas Cuánticas.
Vaughn ha tenido un vínculo directo con las entidades cósmicas Eón y luego Epoch a través de las bandas, lo que le permite un acceso inmediato a la omnisciencia de estos. 
Phyla-Vell descubre que las bandas contienen una cantidad finita de energía que se agotará si son aisladas de su fuente de energía (aún por ser explicada), así como que siguen vinculadas de alguna manera a sus antiguos usuarios.

## En otros medios

### Televisión
- La encarnación Phyla-Vell de Quasar apareció en el episodio «Michael Korvac» de The Avengers: Earth's Mightiest Heroes como miembro de los Guardianes de la Galaxia, con la voz de Moira Quirk .
- Phyla-Vell aparece en la tercera temporada de la serie animada Guardianes de la Galaxia . Esta versión es una acusadora de los Kree interpretada por Ming-Na Wen.

### Videojuegos
- La encarnación de Wendell Vaughn de Quasar aparece en el videojuego de 2016 Lego Marvel Vengadores.[19]
- La encarnación de Avril Kincaid de Quasar es un personaje jugable en el videojuego de 2015 Marvel: Future Fight .